# Thalassema
Genre
Synonymes
- Phalassema[2]
- Thalassina Montagu, 1813[2]
- Thalessema Leach, 1816[2]

Thalassema est un genre de vers marins échiuriens de la famille des Thalassematidae.

## Liste des espèces
Selon World Register of Marine Species (10 janvier 2019) :
- Thalassema antarcticum Stephen, 1941
- Thalassema aragoi Mello-Leitao, 1955
- Thalassema arcassonense Cuénot, 1902
- Thalassema brevipalpis Quatrefages, 1866
- Thalassema diaphanes Sluiter, 1889
- Thalassema elapsum Sluiter, 1912
- Thalassema espiritosantensis Mello-Leitao, 1955
- Thalassema fuscum Ikeda, 1904
- Thalassema gangetica Annandale, 1922
- Thalassema grohmanni (Diesing, 1851)
- Thalassema hartmani Fisher, 1947
- Thalassema jenniferae Biseswar, 1988
- Thalassema lejeunei Mello-Leitao, 1955
- Thalassema liliae Schaeffer, 1972
- Thalassema malakhovi Popkov, 1992
- Thalassema marshalli Prashad, 1935
- Thalassema mortenseni Fischer, 1923
- Thalassema ochotica Pergament, 1961
- Thalassema ovatum Sluiter, 1902
- Thalassema owstoni Ikeda, 1904
- Thalassema papillosum (Delle Chiaje, 1841)
- Thalassema pelzelnii Diesing, 1859
- Thalassema peronii Quatrefages, 1866
- Thalassema philostracum Fisher, 1947
- Thalassema steinbecki Fisher, 1946
- Thalassema sydniense Edmonds, 1960
- Thalassema thalassema (Pallas, 1774)
- Thalassema viride Verrill, 1879